# Car Sziszmanowo
Car Sziszmanowo (bułg. Цар Шишманово) – wieś w północno-zachodniej Bułgarii, w obwodzie Widin, w gminie Makresz. Według danych szacunkowych Ujednoliconego Systemu Ewidencji Ludności oraz Usług Administracyjnych dla Ludności, 15 grudnia 2018 roku miejscowość liczyła 90 mieszkańców.